# Lincoln MKT
El Lincoln MKT es un vehículo deportivo utilitario del segmento F desarrollado por Ford Motor Company bajo su firma de lujo Lincoln desde el año 2009. Se sitúa entre el Lincoln MKX y el Lincoln Navigator, el cual este último está basado en el Ford Expedition. No tuvo un predecesor directo y comparte plataforma con el Ford Flex.
El MKT sufrió una renovación en 2013 junto con su modelo hermano, el Lincoln MKS, el renovado MKT fue presentado en el Salón del Automóvil de Los Ángeles y presentó mejoras como una renovación estética en los exteriores e interiores, el motor Duratec Cyclone 37 de 3.7 litros V6 tuvo un incremento en potencia a un 12%, por lo que queda en 226 kW. También el motor Ecoboost V6 de 3.5 litros fue aumentado a 272 kW.

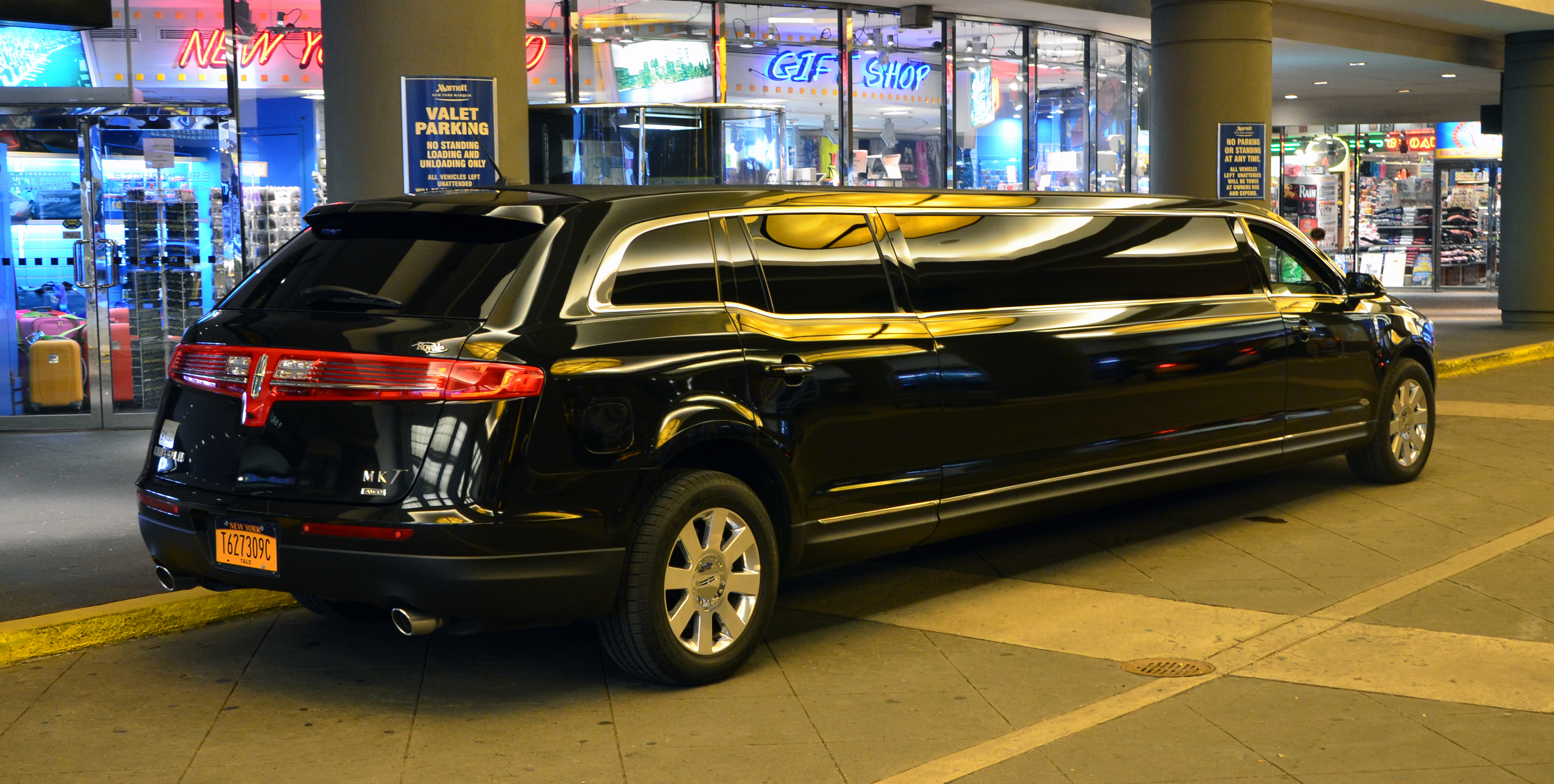
Versión en limusina del MKT

En 2017 sufrió una renovación de diseño en la rejilla horizontal y actualmente se fabrica en Oakville, Ontario, Canadá.